# Muntura Hasselblad XCD
La muntura d'objectiu Hasselblad XCD va ser desenvolupada per Hasselblad per a les seves càmeres d'objectiu intercanviable sense mirall de sensor de format mitjà (43,8 x 32,9 mm).
La muntura té una distància de brida de 18,3mm i un diàmetre intern de 61mm.
Aquesta, va ser presentada el juny de 2016, coincidint amb el 75 aniversari de la marca, i la primera càmera amb aquesta muntura va ser la Hasselblad X1D-50C.
Les càmeres amb aquesta muntura compten amb un factor de multiplicació d'aproximadament 0.79.
Relació entre la diagonal del marc de referència (format de 35 mm) i la diagonal del sensor d'imatge en qüestió (Hasselblad XCD): {\displaystyle {\dfrac {\sqrt {(24mm)^{2}+(36mm)^{2}}}{\sqrt {(32.9mm)^{2}+(43.8mm)^{2}}}}\approx 0.790}

## Esquema de noms de les càmeres amb muntura XCD
| Model      | Any  | Mpx     |
| ---------- | ---- | ------- |
| X1D 50C    | 2016 | 50 Mpx  |
| X1D II 50C | 2019 | 50 Mpx  |
| 907X 50C   | 2020 | 50 Mpx  |
| X2D 100C   | 2022 | 100 Mpx |
| 907X 100C  | 2024 | 100 Mpx |

## Sigles
Igual que tots els altres fabricants d'objectius, Hasselblad també usa un conjunt de sigles per a designar aspectes bàsics de cada objectiu, per a indicar des de quina mena de cos és l'ideal per a muntar-ho fins a característiques de fabricació.
- Macro: Objectiu macro
- P: Objectiu pancacke, prim i lleuger[9]
- V: Construccions més compactes i lleugeres alhora que mantenen el rendiment òptic de primera classe[10]

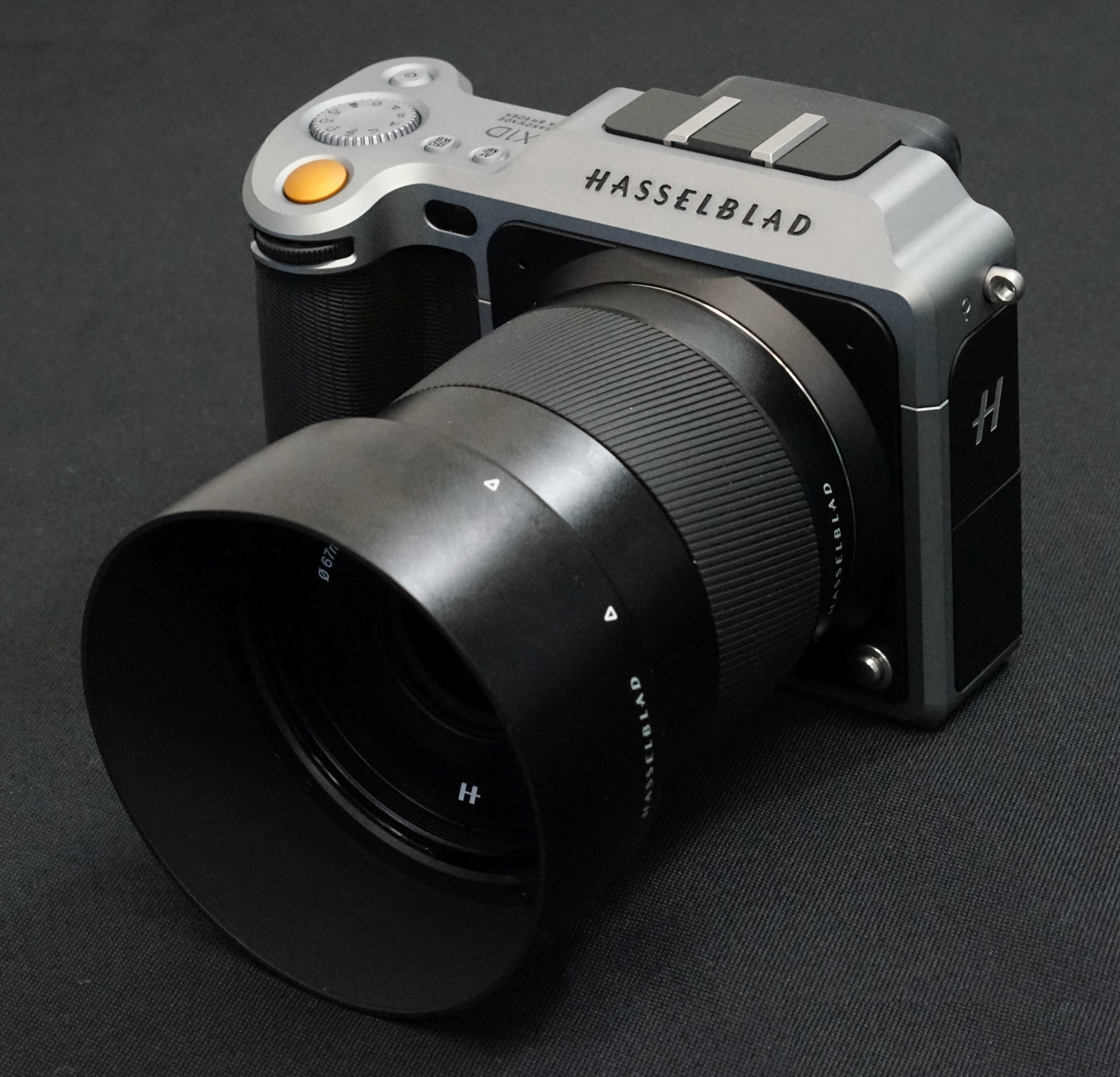
Hasselblad X1D

## Objectius

### Fixos
| Distància focal | Obertura | Any  | Distància mínima d'enfocament | Diametre de filtre |
| --------------- | -------- | ---- | ----------------------------- | ------------------ |
| 21mm            | 4.0      | 2018 | 0.32m                         | 77mm               |
| 25mm            | 2.5      | 2024 | 0.25m                         | 72mm               |
| 28mm            | 4.0      | 2023 | 0.22m                         | 72mm               |
| 30mm            | 3.5      | 2016 | 0.40m                         | 77mm               |
| 38mm            | 2.5      | 2022 | 0.30m                         | 72mm               |
| 45mm            | 4.0      | 2020 | 0.45m                         | 62mm               |
| 45mm            | 3.5      | 2016 | 0.40m                         | 67mm               |
| 55mm            | 2.5      | 2022 | 0.45m                         | 72mm               |
| 65mm            | 2.8      | 2018 | 0.50m                         | 67mm               |
| 75mm            | 3.4      | 2024 | 0.55m                         | 72mm               |
| 80mm            | 1.9      | 2018 | 0.70m                         | 77mm               |
| 90mm            | 3.2      | 2016 | 0.70m                         | 67mm               |
| 90mm            | 2.5      | 2022 | 0.67m                         | 72mm               |
| 120mm           | 3.5      | 2017 | 0.43m                         | 77mm               |
| 135mm           | 2.8      | 2018 | 1.0m                          | 77mm               |

### Zoom
| Distància focal | Obertura | Any  | Distància mínima d'enfocament | Diametre de filtre |
| --------------- | -------- | ---- | ----------------------------- | ------------------ |
| 20-35mm         | 3.5-4.5  | 2024 | 0.32m                         | 77mm               |
| 35-75mm         | 3.5-4.5  | 2017 | 0.42m                         | 77mm               |

### Extensor
- Convers XH 0.8: El convertidor, utilitzat amb lents HC/HCD connectades a una càmera de muntura X o 907X, redueix la distància focal de la lent aplicant una obertura de 0,8x, la qual cosa ofereix un camp de visió més ampli i millora l'obertura màxima de la lent en dos terços de pas.[28]

## Adaptadors
- Adaptador XH: Al mateix temps de la presentació de la X1D, es va anunciar un adaptador de montura H, el qual permet utilitzar les lents del sistema H amb enfocament automàtic en càmeres amb muntura XCD.[29]
- Adaptador XV: El 2018, es va anunciar un adaptador de muntura V, el qual permet utilitzar les lents del sistema V en càmeres amb muntura XCD. A diferència del primer adaptador, aquest és mecànic, per tant, s'haurà d'enfocar en manual i només es podrà usar l'obturador electrònic.[30]
- Adaptador Xpan: El 2017, es va anunciar un adaptador de muntura Xpan, el qual permet utilitzar les lents del sistema Xpan en càmeres amb muntura XCD. A diferència del primer adaptador, aquest és totalment mecànic, per tant, s'haurà d'enfocar en manual, només es podrà usar amb objectius amb anell d'obertura manual i s'haurà d'usar l'obturador electrònic.[31]

## Terceres marques
Actualment, les següents marques fabriquen objectius amb muntura G de Fujifilm:
- Laowa[32]
- TTartisan[33]
- Mitakon[34]